# グレゴール・ギジ
グレーゴール・フローリアーン・ギージ（Gregor Florian Gysi, 1948年1月16日 - ）は、ドイツの政治家。左翼党所属。1989年に東ドイツ（ドイツ民主共和国）の支配政党であったドイツ社会主義統一党が改組して結成された民主社会党（PDS）初代議長（党首）に就任した。
東ドイツの民主化移行を象徴する人物の一人として、社会主義統一党内では改革派に属していた。

## 経歴

### 東ドイツの弁護士
東ベルリンで生まれる。彼の家系（祖母）はユダヤ人の血を引いており、祖先の代から共産主義活動に熱心だった。ギージという姓自体はスイスドイツ語の姓である。曾祖母はロシア貴族の家系。父クラウス・ギージは1931年にドイツ共産党に入党し、第二次世界大戦後は東ドイツで大使、文化大臣、教会問題省次官などを歴任した。姉ガブリエレは女優。母方の伯父ゴットフリート・レッシングは戦後の一時期イギリス人作家ドリス・レッシングと結婚しており、彼女は2007年にノーベル文学賞を受賞した。1996年に結婚した妻アンドレアも弁護士かつ政治家であり、一女をもうけている。アンドレアとは2010年に別居、2013年に離婚した。他に前妻との間に一男、養子が一人いる。
ギジは1966年にアビトゥーアに合格、畜産を学んだ実業高校を卒業し、ベルリン大学に入学して法学を学ぶ。在学中の1969年、東ドイツの支配政党であるドイツ社会主義統一党（SED）に入党。1970年に大学を卒業。1971年から弁護士として働き始め、東ドイツの数少ない自由派弁護士として反体制派や西側への亡命希望者の弁護を担当。1976年に法学博士号を取得。1988年、ベルリン弁護士協会及び東ドイツ弁護士協会の会長に就任。1989年に反体制的な「新フォーラム」に加入。

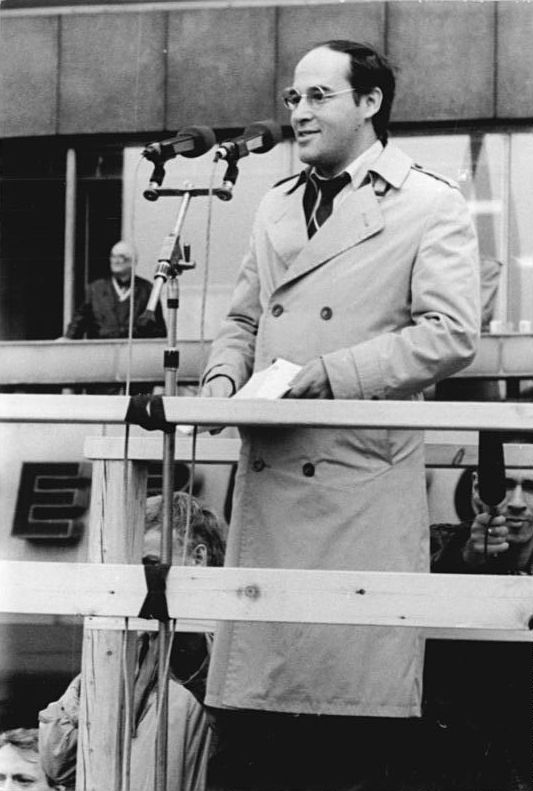
アレクサンダー広場で演壇に立つギジ（1989年11月4日）

東欧革命のさなかの1989年、東ドイツでもデモや集会が頻発。ギジは旅行法改正要求運動で注目される。11月4日のベルリン・アレクサンダー広場における50万人デモでは群衆の前で演壇に立ち、選挙法改正や憲法裁判所設置を政府に要求した。その弁舌と理論でたちまちメディアの寵児となり、SED臨時党大会の準備委員に就任。さらに12月9日にはSED議長に選出された。12月16日、SED党大会で国家主権確保のため両ドイツの（対等な）協調を表明し、さらに党名を社会主義統一民主社会党（SED/PDS）に改名。SED（1990年に民主社会党＝ PDS に改名）に対する解党要求は、政府機関で働く党員の職場維持や党資産保護を理由に拒絶した。1990年3月の初の自由選挙で人民議会議員に当選。東西両ドイツによる通貨同盟条約を批判し、西による東の吸収ではなく、統一後の両国に新憲法制定を定めたドイツ連邦共和国基本法第146条による統一を要求した。10月3日の東西ドイツ再統一後はそのままドイツ連邦議会議員となる。

### PDS・左翼党
1993年1月31日までPDS党首を務めたが、彼が旧東ドイツの情報機関シュタージ（国家保安省）の非公式協力者 （IM）として働いていたという疑惑が取りざたされ（後述）、1997年には党執行委員から離れた。2000年には党議員団代表から退き、翌2001年のベルリン市議会選挙に出馬して当選、2002年1月に連邦議会議員を辞職。PDSが躍進した結果成立したドイツ社会民主党（SPD）のクラウス・ヴォーヴェライト市長を首班とするとSPD・PDS 連立内閣に、2001年1月17日から経済・労働・婦人担当参事（大臣）として入閣。しかし公務で使った旅客機のマイレージサービスを私有したとして批判され、2002年7月に全ての公務を辞職して弁護士業に復帰した。この年妻アンドレアはPDSを離党している。2004年には心臓と脳の大手術を受けた。
2005年、再び左翼党・PDSの候補として連邦議会選挙に出馬し、第85ベルリン・トレプトウ・ケペニック選挙区でSPD候補を破って当選。この選挙ではSPDから離党したオスカー・ラフォンテーヌが設立した「労働と社会的公正のための選挙オルタナティブ」（Arbeit & soziale Gerechtigkeit – Die Wahlalternative, WASG）と左翼党・PDS が政党連合を組んで共闘し、得票率8.7％で連立与党の同盟90/緑の党を抜いて第4党に躍進し、54議席を獲得した。12月、ギジはPDS所属のままWASGに加入、やはり逆に左翼党・PDSにも二重加入したラフォンテーヌと共に議員団団長を務める。2007年6月16日に両派は正式に合一して左翼党となった。
2009年ドイツ連邦議会選挙では得票率を増して小選挙区で当選を決めた。10月にラフォンテーヌが議員団長を辞任したため、ギジが単独で議員団長に再選された。2013年ドイツ連邦議会選挙でも当選。ザーラ・ヴァーゲンクネヒト（ラフォンテーヌの妻）が主張した共同代表制復活の提案を却下し、同年10月の党大会で単独代表に選出された。この選挙ではCDU・SPDによる大連立政権が成立したため、ギジは最大野党を率いる野党代表となった。2012年1月、他の左翼党議員と共に連邦憲法擁護庁の監視対象であることが発覚した。すべての議会会派からの批判を受け、2014年に監視は停止され、ケルン行政裁判所の命令によりギジらに関する書類はすべて破棄された。
2015年6月、ギジは議員団長に再任される意志がないことを表明し、10月の党大会ではディートマー・バルチュとヴァーゲンクネヒトが共同議員団長に選出された。2017年ドイツ連邦議会選挙では比例区での重複立候補を避け、小選挙区単独での当選を果たした。

## シュタージへの協力疑惑
1992年、ギジはかつて東ドイツ時代に弁護を担当した人物から、シュタージの非公式協力者（IM）であると告訴された。1995年にハンブルク地裁はこの主張を認めない判決を下したが、1996年に再度訴えられ、今度はギジの属する連邦議会が調査に乗り出し、彼の不逮捕特権が停止された。1998年5月、連邦議会の調査委員会は、ギジが旧東ドイツ時代の1975年から1989年にかけて、さまざまなコードネーム、とくに「IM・公証人」という名称でシュタージ（国家保安省）に協力していたと結論付けた。彼が自由派の弁護士という地位を隠れ蓑に、反体制派の情報をシュタージに提供していたというものである。
しかしこの報告書はギジの議員活動に拘束力を持つものでない上、ギジはこれに反論して認めず、また証拠や手続きに不備があったため、PDS はもとより連立与党の自由民主党（FDP）も賛成票を投じなかった。ギジは検察やSED党中央評議会と接触したことは認めたが、それは被告の弁護・保護のためであり、かつ自分は書類に出てくる「IM・公証人」というコードネームの人物ではないと繰り返し主張した。彼は辞職せず、1998年10月の連邦議会選挙でも再選されている。1998年、ハンブルク地裁は『デア・シュピーゲル』誌に対し、ギジがシュタージのために働き「IM・公証人」というコードネームを持っていたとそれ以上報じることを禁止した。その理由として同誌側がそのことを証明できなかったことを挙げた。
その後も疑惑が取り上げられ、ハンブルク検察局による捜査が行われたが、2016年6月にハンブルク地裁は証拠不十分を理由に審理を停止した。

## 語録
- 「教育費は高価かもしれない。しかし少年院はもっと高価だ」（2005年9月の選挙演説で）
- 「左翼というものは貧困である必要はなく、貧困と対決する者であるべきだ」（2005年9月、盟友オスカー・ラフォンテーヌの資産を揶揄されての弁護）
- 「経済の目的とは万人の福祉であるべきだ」（2005年）
- 「あなた方はいつも、我々（PDS）が不法な SEDの後継政党であると攻撃する。それなら一つ言わせてもらいます。この良識の府（連邦議会）で『シュタージ』というものを理解する者、それは我々全員だ！」（2000年、審議中だったいわゆる「盗聴捜査法案」についての弁論）
- 「ヌードと暴力はテレビから排除されねばならないかだって？ヌードは幸運なことに、そして暴力は不幸なことに、我々の人生の一部です。つまりあなたの質問は本来こう言わねばならない。『人生はテレビから排除されなければならないか？』とね」（1993年、テレビ番組に出演して）